# Иван Вазов
Вижте пояснителната страница за други личности с името Иван Вазов.
Ива̀н Мѝнчов Ва̀зов е български поет, писател и драматург, наричан често „Патриарх на българската литература“. Творчеството на Вазов е отражение на две исторически епохи – Възраждането и следосвобожденска България. Иван Вазов е академик на Българската академия на науките и министър на народното просвещение от 7 септември 1897 г. до 30 януари 1899 г. от Народната партия.

## Биография

### Детство и юношество
Иван Минчов Вазов е роден на 9 юли (27 юни стар стил) 1850 г. в Сопот. Произхожда от семейство на средно заможен търговец, в което на почит са строгият ред и патриархалността, уважение към религиозните и битовите традиции, отзивчивостта към възрожденските просветителски и патриотични настроения. Брат е на военните дейци Георги Вазов и Владимир Вазов, на общественика и политик Борис Вазов, а също на доктор Кирил (Кирко) Вазов. Според Борис Вазов родът на Вазовите произхожда от Кирко Иванов Арнаудов от нестрамското село Яновени , Костурско, който се преселва в днешния Сопот в края на XVIII век по време на размириците при управлението на Али паша Янински.
Иван Вазов завършва местното взаимно и класно училище, запознава се с оригинална и преводна българоезична литература. С помощта на учителя Партений Белчев, руски възпитаник, отрано се приобщава и към рускоезичната поезия. През 1866 г. учи гръцки и турски език в Калоферското училище при Ботьо Петков (бащата на Христо Ботев), като става негов помощник учител. Там намира богата библиотека от френскоезични и рускоезични книги, които изиграват голяма роля за литературното му развитие.
През 1866 г. се записва в 4-ти клас на Пловдивската гимназия, ръководена от Йоаким Груев, където трябва да овладее гръцки и турски език. Освен това Вазов усърдно изучава френски език и се увлича от поезията на Пиер Беранже, Виктор Юго и Алфонс дьо Ламартин. През 1868 г. баща му го извиква в Сопот, за да поеме търговията, но Вазов не проявява склонност към тази професия, а изпълва бащините си тефтери със стихове (част от тях излизат през 1880 г. в стихосбирката „Майска китка“). През 1870 г. в „Периодическо списание“ на Браилското книжовно дружество излиза и първото му публикувано стихотворение „Борба“.

### Емиграция в Румъния
Поетическата дейност на младия Вазов е покровителствана от майка му Съба Вазова – общителна и ученолюбива жена, но буди недоволството на баща му, решил да направи от сина си търговец. С тази цел през 1870 г. Вазов е изпратен в Румъния да практикува при своя чичо, търговец в Олтеница. Там обаче Вазов остава верен на призванието си – научава румънски език, запознава се с румънската поезия и пише стихове в патриотично-просветителски дух, които печата в „Периодическо списание“, списание „Читалище“, вестник „Отечество“, вестник „Свобода“ и др. Една нощ бяга в Браила, живее 2 – 3 месеца сред хъшовете в кръчмата на Нено Тодоров – Странджата. Животът сред българските емигранти, срещите с Ботев в Браила и Галац оказват въздействие върху младия поет, у когото се пробуждат патриотът и гражданинът.
През 1870 г. Вазов се връща в Сопот. По-късно учителства (1872 – 1873) в Мустафа паша (днес Свиленград), работи като преводач на строежа на железопътната линия Цариград – Белово (Баронхиршовата железница), усъвършенства френския език, учи немски език, опознава бита на българския селянин. През 1875 г. се завръща в родния си град и става член на възобновения Сопотски революционен комитет.
След началото на Априлското въстание през 1876 г. Вазов заминава за Румъния и става секретар на Българското централно благотворително общество в Букурещ. При много трудни условия подготвя първите си стихосбирки „Пряпорец и гусла“ (с псевдоним Пейчин) и „Тъгите на България“.
През Руско-турската война от 1877 – 1878 г., на която откликва със стихосбирката „Избавление“, Вазов е писар в Свищов при губернатора Найден Геров, откъдето е командирован до 6 март 1879 г. в Русе.

### След Освобождението
В Берковица той е назначен за председател на Окръжния съд (18 март 1879 – септември 1880 г.). Случай от съдебната му практика в града го вдъхновява за написването на поемата „Грамада“.
От 6 октомври 1880 г. Вазов се установява в Пловдив, столицата на Източна Румелия, и се включва в политическия живот като част от Народната партия. Той е назначен от генерал-губернатора за депутат в Областното събрание, след което на 12 октомври е избран и в Постоянния комитет и става негов секретар. През следващата година е избран само за запасен член на Постоянния комитет, но през януари 1882 година заема мястото в него на избрания за директор на финансите Иван Евстратиев Гешов.
През 1881 – 1885 г., заедно със своя приятел и съратник от този период Константин Величков, Вазов участва в редактирането на вестник „Народний глас“, от чиито страници води борба срещу суспендирането на Конституцията от княз Александър Батенберг. През 1884 – 1885 г. е подпредседател на Областното събрание.
В началото на 1881 г. Иван Вазов е избран за председател на Пловдивското научно книжовно дружество и става главен редактор на издаваното от него списание „Наука“ – първото сериозно научно-литературно периодично издание след Освобождението (1878 г.). През 1885 г. Вазов и Величков основават списание „Зора“ – първото чисто литературно списание в България. В Пловдив те съставят и прочутата двутомна „Българска христоматия“, която запознава българския читател с повече от 100 български и чужди автори.
Пловдивският период е извънредно благоприятен за творческото развитие на Вазов. Произведенията му от това време създават основата на българската следосвобожденска литература в почти всички литературни жанрове, очертавайки и редица от класическите ѝ върхове – цикълът от 12 оди „Епопея на забравените“, стихотворенията „При Рилския манастир“, „Българският език“, „Към свободата“, „Не се гаси туй, що не гасне“, „Новото гробище над Сливница“, повестите „Немили-недраги“, „Чичовци“, разказът „Иде ли?“ и др.
След провала на проруския преврат през 1886 г. Вазов, който е активен русофил, заминава през Цариград за Одеса. Там той пише романа „Под игото“, публикуван след завръщането му в България в „Сборник за народни умотворения, наука и книжнина“.

### Софийски период
През 1889 г. Иван Вазов се връща в България и се установява в София. През 1890 г. основава списание „Денница“, което излиза 2 години. По това време издава най-силните си критично-реалистични разкази, събрани в „Драски и шарки“ (в два тома). През 1895 г. тържествено е чествана 25-годишната му литературна дейност. Романът „Нова земя“ е посрещнат от критиката толкова отрицателно, че огорченият автор стига до мисълта да се откаже от писане.
След възстановяването на Народната партия Вазов се включва активно в нейната дейност и е избран за народен представител през 1894 и 1896 г. През 1897 – 1899 г. той е министър на народното просвещение в третото правителство на Константин Стоилов. След това се оттегля от активния политически живот, но през 1911 г. отново е депутат в V велико народно събрание.
На Балканските войни през 1912 – 1918 г. откликва с 3 стихосбирки – поетична хроника на събитията. Вазов е между тези, които се противопоставят на въвличането на България в Първата световна война на страната на Тройния съюз, но когато това става, възпява в стиховете си победите на българските войски. Втората национална катастрофа приема мъчително, с чувството, че е дочакал разгрома на своя свят, но не изгубва вярата си в бъдещето на България. През 1920 г. тържествено е отпразнуван 70-годишният юбилей на Вазов, отдавна вече спонтанно обявен за народен поет. Успял да види всенародната любов и признателност, през 1921 г. умира от разрив на сърцето в дома си в София. Действителен член на Българското книжовно дружество (днес Българска академия на науките) от 1881 г., почетен член на БАН от 1921 г.
Иван Вазов завещава цялото си имущество на един от своите братя, който се намира в затруднено материално положение. След смъртта му обаче министър-председателят Александър Стамболийски прокарва специален закон за създаване на музей на Иван Вазов, с който къщата в София, авторските права и цялото движимо имущество на писателя са национализирани без компенсация. Вещите, намиращи се у трети лица, трябва да бъдат предадени незабавно, като нарушителите са заплашени с отговорност по закона за разбойничеството.

## Творчество
През 1870 г. Вазов отпечатва първото си стихотворение – „Борба“. През 1872 г. издава стихотворението „Борът“, което е първото му публично коментирано стихотворение. До 1875 – 1876 г. Вазов пише и любовни стихотворения. През 1876 г. отпечатва първата си стихосбирка – „Пряпорец и Гусла“, но не подписва книгата с истинското си име, а с псевдонима Пейчин. Това става в Букурещ. В нея той включва „Панагюрските въстаници“, по-известно като „Боят настана“. През 1877 г. излиза втората стихосбирка на Вазов – „Тъгите на България“, която вече е подписана от Вазов. Третата стихосбирка на Вазов излиза от печат година по-късно – през 1878 г. и носи заглавието „Избавление“. През 1881 г. Вазов издава стихосбирката „Гусла“.
Иван Вазов е автор не само на първия български научнофантастичен разказ („Последният ден на ХХ век“, 1899), но е написал и първата наша фентъзи поема („В царството на самодивите“, 1884), както и някои фентъзи стихотворения.

## Музеи за Вазов
- Къща музей „Иван Вазов“ в Сопот, родният дом на патриарха на българската литература – град Сопот, Пловдивска област, част от Стоте национални туристически обекта. Работно време: 08:00 – 12:00 и 13:00 – 17:00 ч. почивен ден понеделник. Родната къща на поета, роден на 9 юли 1850 г., е разрушена при опожаряването на града по време на Руско-турска война (1877-1878). През 1920 г. се взема решение за възстановяването ѝ и през 1935 г. музеят е открит.
- Къща музей „Иван Вазов“ в София[8], домът на Вазов в София, на едноименната улица при пресечката с улица „Георги Раковски“.
- Къща музей „Иван Вазов“ в Берковица , България.

## Награди
- Носител на „Орден за гражданска чест и заслуги“ (1895).
- Увенчан с уникална сребърна Лира с панделка и струни от злато и сребърен венец от Дружество „Славянска Беседа“ (1895).
- Награден е със златен медал за наука и изкуство (1896).
- През 1917 г. е номиниран от граждански комитет, начело с проф. Иван Шишманов, за Нобелова награда за литература.[9]
- Почетен доктор на Софийския университет „Св. Климент Охридски“ (21 октомври 1920).[10]
- Носител на най-високото отличие на Царство България – Орден „Св. равноапостоли Кирил и Методий“ с лента и звезда (1920), който орден дотогава е присъждан само на членове на династията, висши духовници, военни и политици. Вазов е първото и единствено гражданско лице носител на ордена. Общо седем са носителите на ордена с българско поданство (трима от тях короновани – царете Фердинанд І и Борис ІІІ, и принц Кирил). Според статута на ордена след смъртта на носителя орденът се връща на държавата. Единственото изключение от това правило е за Вазов, след смъртта му орденът е оставен на наследниците му с правителствено решение. Днес се съхранява в Къщата музей „Иван Вазов“ в София.
- Награден със златен часовник с рубини от министър Стоян Омарчевски (1920).
- Носител на неприсъждано никога повече звание „Народен поет“ с указ на Парламента, подписан от Цар Борис III (1920).
- Почетен гражданин на София (1920).
- Почетен член на БАН от 1920.

## Други
- Името на Иван Вазов носи морският нос Вазов на остров Ливингстън, Южни Шетлъндски острови, Антарктика.[11]
- Иван Вазов е изобразен на банкнотата от 200 лева, емисия 1992 г., която е в обращение от 1 ноември 1992 до 31 декември 1999 г.[12]
- Името на Иван Вазов носи Народният театър в София (от 1962)
- На негово име са наречени улици (сред тях „Иван Вазов“ в София, Карта), булеварди, читалища, училища, библиотеки, жилищен квартал в София.
- Името му носи най-високо разположената хижа в България, в планината Рила, над местността Седемте рилски езера, където Вазов пише своето произведение „Великата рилска пустиня“.